# Scatopyrodes longiceps
Scatopyrodes longiceps là một loài bọ cánh cứng trong họ Cerambycidae.